# كفر حمزة
كفر حمزة إحدى قرى مركز الخانكة التابع لمحافظة القليوبية بجمهورية مصر العربية.

## السكان
بلغ عدد سكان كفر حمزة 13,162 نسمة، حسب الإحصاء الرسمي لعام 2006.